# جان اسلیم
جان اسلیم (انگلیسی: John Slim; ۹ ژانویه ۱۸۸۵ – ۱۴ مارس ۱۹۶۶) کشتی‌گیر اهل بریتانیا بود.